# András Debreceni
András Debreceni (Nagykanizsa, 21 aprile 1989) è un calciatore ungherese, difensore svincolato.

## Carriera

### Nazionale
Il primo giugno 2012 debutta in nazionale contro la Rep. Ceca (1-2).

## Palmarès

### Club

#### Competizioni nazionali
- Coppa d'Ungheria: 2

Honvéd: 2006-2007, 2008-2009
- Coppa di Lega ungherese: 1

Diósgyőr: 2013-2014
- Nemzeti Bajnokság II: 1

Vasas: 2014-2015